# Deister-Freilicht-Bühne

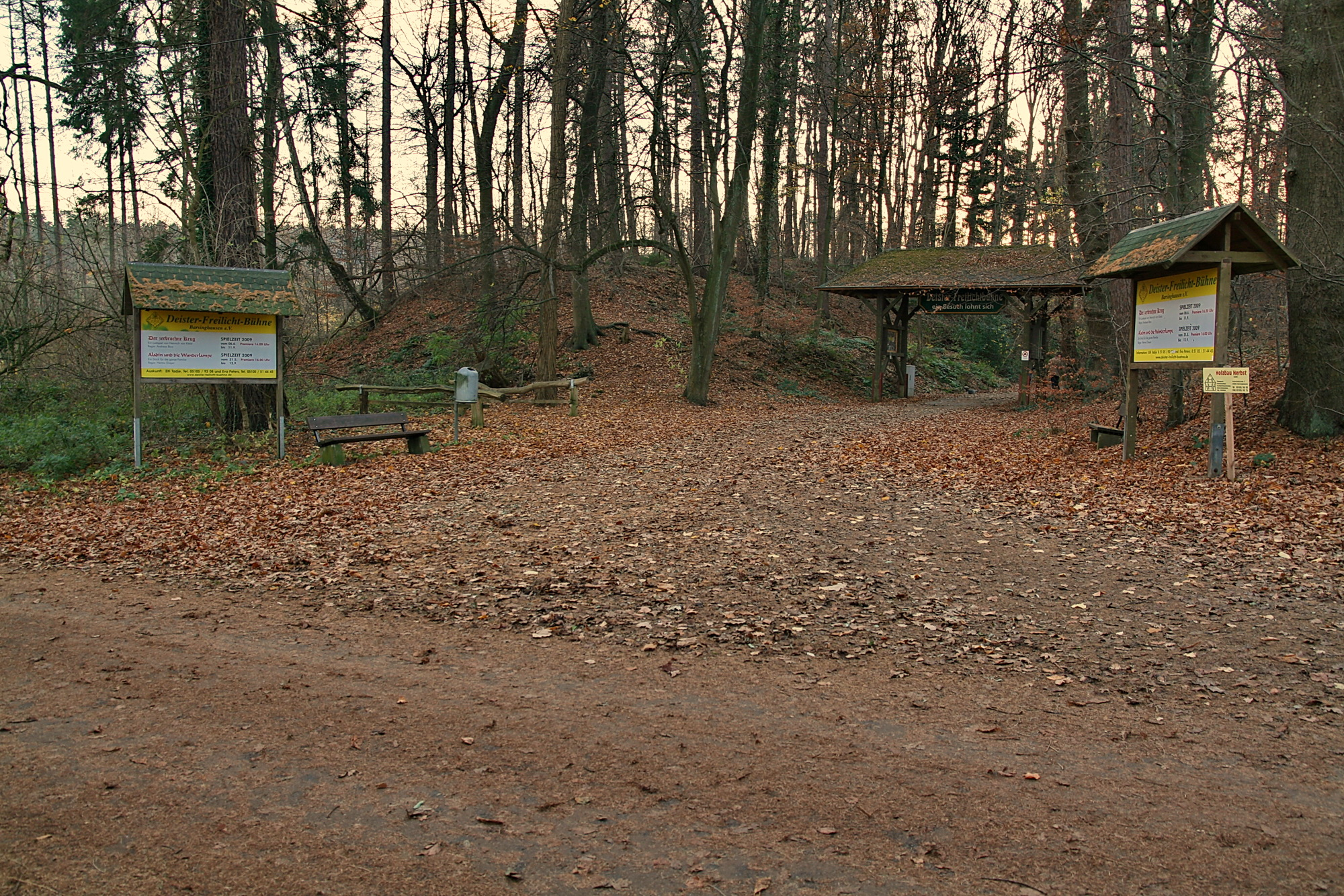
Zur Freilichtbühne

Die Deister-Freilicht-Bühne (kurz: D.F.B.) ist eine Freilichtbühne im niedersächsischen Barsinghausen. Eröffnet wurde die Bühne im Jahre 1931. Seither besuchten knapp eine Million Zuschauer die Amateurtheateraufführungen, Musicals, Konzerte und Gastspiele, die hier veranstaltet wurden. Ihren Namen hat die Bühne vom Deister, einem Höhenzug im Calenberger Bergland, an dessen Rand die Stadt Barsinghausen liegt.

## Geschichte

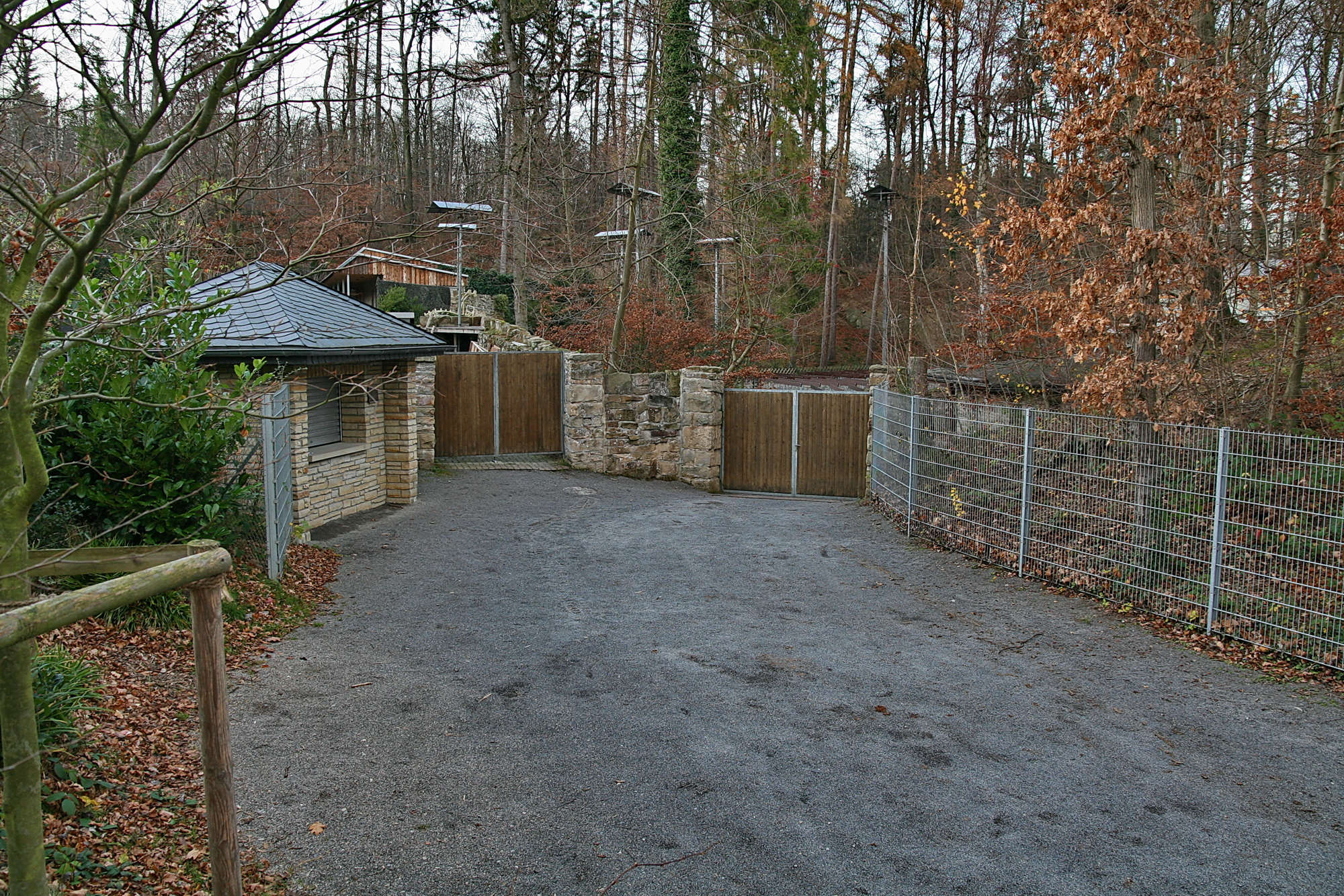
Vor der Freilichtbühne

Die Bühne entstand auf Initiative des damaligen Barsinghäuser Rektors Otto Backhaus. Dieser richtete 1928 ein schriftliches Ersuchen an die Staatliche Klosterkammer Hannover, ihm das Gelände eines ehemaligen Steinbruchs bei Barsinghausen zu verpachten. Er sehe es als seine „Aufgabe, unserem Orte ein Freilichttheater zu schaffen, das gleichzeitig mit vielen anderen Veranstaltungen zur Pflege der jetzigen Bildung des Volkes dienen könnte (Konzerte unseres Gymnasiums, der Gesangsvereine, Vorträge etc.)“. Schon Ende desselben Jahres war die Bereitschaft der Klosterkammer zur Kooperation erkennbar, und im folgenden Jahr konnte mit dem Bau der Bühnenanlage begonnen werden.
Die Eröffnung fand am 11. August 1931 mit einer Inszenierung des Lebens des Tiroler Freiheitskämpfers Andreas Hofer statt.
Von nun an wurden jährlich, mit Ausnahme des Jahres 1941, bis zu vier Theaterstücke auf der Freilichtbühne dargeboten. Von 1944 bis 1948 fanden jedoch keine Spiele mehr statt. Im Zweiten Weltkrieg war die Bühnenanlage völlig zerstört und geplündert worden.
Erst 1951 konnte dank der Unterstützung der GSO 524, einer Organisation in Deutschland stationierter britischer Zivilangestellten, sowie der Gemeinde Barsinghausen die Bühne in rund 28.000 Arbeitsstunden wieder aufgebaut werden. Nachdem die örtliche Theatergruppe bereits 1949 mit Saalstücken den Spielbetrieb wieder aufgenommen hatte, erfolgte am 17. Juni 1951 die Wiedereröffnung der Deister-Freilicht-Bühne mit dem Stück Frauenlist auf Heidecksburg.
2007 wurde ein großer Teil der Bühnenanlage durch den Orkan Kyrill zerstört, wurde aber gleich wieder aufgebaut. Zur Spielzeit 2020 wurden die bis dahin vorhandenen Sitzbänke durch eine Bestuhlung ersetzt, unter anderem finanziert durch den Verkauf von Stuhlpatenschaften.

## Theater auf der Deister-Freilicht-Bühne
Seit der Wiedereröffnung wurde die Bühne nahtlos in jedem Sommer mit mehreren Stücken bespielt. Seit 1969 inszenieren die Barsinghäuser Theaterspieler auch ein eigenes Kinderstück, das erste hier aufgeführte Werk war König Drosselbart. Allein bis 2008 brachte der Verein Deister-Freilicht-Bühne Barsinghausen e.V. 140 Freilicht- und fünf Saalstücke zur Aufführung.

## Betrieb
Den Betrieb der Bühne mit ihren ursprünglich rund 1.000 Zuschauerplätzen, die im Rahmen der Montage der neuen Bestuhlung 2020 auf 744 Plätze reduziert wurden, sichern über 700 ehrenamtlich tätige Vereinsmitglieder. In der Spielzeit 2019 kamen über 19.000 Besucher zu den 41 Aufführungen der Deister-Freilicht-Bühne. Der Verein ist Mitglied im Verband Deutscher Freilichtbühnen (VDF).